# 呼吸道黏膜
呼吸道黏膜又稱气道上皮、呼吸道上皮，是一种有纤毛的柱状上皮，位於呼吸道，用於湿润和保护呼吸道。它还可以作为屏障阻挡潜在的病原体和外来颗粒，並通过分泌黏液以及纤毛預防感染和组织损伤。